# Vostok 1
Vostok 1 (in russo Восток-1) fu la prima missione con equipaggio umano svoltasi nel corso del programma sovietico di esplorazione spaziale Vostok nonché il primo volo umano nello spazio in assoluto. Il 12 aprile 1961 il cosmonauta Jurij Alekseevič Gagarin (in russo Юрий Алексеевич Гагарин) divenne il primo essere umano a orbitare intorno alla Terra.

## Preparazione

Struttura della Vostok 1

Prima che l'Unione Sovietica potesse svolgere la prima missione nello spazio equipaggiata da un essere umano vennero eseguiti diversi voli di prova e di collaudo della capsula Vostok: alcuni furono completamente privi di equipaggio, oppure portarono nello spazio cagnolini, ratti, topi o manichini di cosmonauti (chiamati Space Dummies), cioè bambole della dimensione e del peso di un uomo.
- Il 15 maggio 1960 venne lanciata una capsula semplificata Vostok priva di equipaggio (una Vostok 1P, prostjeschij: italiano semplice) ufficialmente denominata Korabl 1 (nel mondo occidentale erroneamente chiamato Sputnik 4) su di una traiettoria d'orbita terrestre. Il lancio riuscì a perfezione ma la capsula non rientrò in atmosfera come previsto. Solo 2 anni e 113 giorni più tardi si spegnerà man mano durante il suo rientro naturale.
- Il 28 luglio 1960 si dovette registrare il fallimento di un lancio, quando una capsula completamente equipaggiata dagli strumenti e sistemi di bordo, pressoché identica alla versione successivamente utilizzata (denominata Vostok 1, 1KA), equipaggiata con i due cagnolini Bars e Lisička, esplose circa 19 secondi dopo il lancio, schiantandosi nelle immediate vicinanze del cosmodromo.
- Il 19 agosto 1960 vennero portati con successo nell'orbita terrestre i due cagnolini Belka e Strelka. L'atterraggio avvenne il giorno successivo e i due animali, completamente incolumi, poterono essere recuperati. Era la prima volta che degli esseri viventi sopravvivevano al rientro dopo aver orbitato intorno alla Terra. La missione fu chiamata in occidente Sputnik 5.
- Il 24 ottobre, la programmazione subì un forte rallentamento e una serie di spostamenti di termini a causa di una catastrofe, nota come catastrofe di Nedelin: un missile intercontinentale del tipo R-16, allora la nuovissima invenzione dell'impianto di produzione OKB Jangel, esplose sulla rampa di lancio del cosmodromo di Baikonur. L'inferno causò la morte di oltre 200 dipendenti, tra cui i maggior esponenti e specialisti della tecnica spaziale, primo fra tutti il responsabile delle truppe di missili strategici, il maggiore generale Nedelin uno dei maggior sostenitori di tutto il programma spaziale. Non solo la sua morte, ma la perdita di tutto il personale fu un vuoto che dovette essere colmato.
- Due ulteriori cagnolini (Pchelka e Mushka) vennero portati nell'orbita terrestre il 1º dicembre, però non poterono fare ritorno a terra. La capsula e i cagnolini si spensero man mano durante la fase di rientro in atmosfera (missione conosciuta come Sputnik 6).
- Un lancio svoltosi il 22 dicembre 1960 dovette essere interrotto durante la prima fase di volo. La capsula spaziale Vostok s/n 4, equipaggiata dai due cagnolini Domka e Krasonka (chiamati anche Kometa e Šutka) atterrò in Siberia. I cagnolini sopravvissero all'atterraggio d'emergenza, nonostante il violento impatto a terra, ma perirono all'interno della capsula, dato che il recupero della stessa richiese oltre due giorni.
- Il 9 marzo 1961 venne eseguito un ulteriore lancio. Questa volta la capsula fu equipaggiata da un cagnolino (Černuska) e un manichino di un cosmonauta. Lancio, atterraggio e recupero poterono essere eseguiti senza incontrare particolari problemi. La durata di volo fu di circa un'ora e mezzo (missione conosciuta come Sputnik 9).
- Un successo fu l'ulteriore e identico volo di prova svoltosi il 25 marzo 1961, anche questo equipaggiato da un cagnolino e un manichino di un cosmonauta. Come durante il collaudo precedente, venne eseguito l'atterraggio dopo aver compiuto un'orbita terrestre completa. Il manichino Ivan Ivanovskij numero 2 venne catapultato dalla capsula mediante seggiolino eiettabile, atterrando appeso a un paracadute. Il cagnolino Svjosdotschka, anch'esso incolume, venne recuperato dall'interno della capsula dopo il suo atterraggio (missione conosciuta come Sputnik 10).

In tale periodo, il programma Mercury degli Stati Uniti d'America non era ancora riuscito a effettuare un solo volo nell'orbita terrestre. I voli di collaudo e di prova equipaggiati da animali e terminati con successo furono esclusivamente tre voli suborbitali con a bordo primati. Il primo volo suborbitale di un astronauta americano, la missione Mercury-Redstone 3 era programmata per marzo del 1961, ma poté essere effettivamente lanciata appena il 5 maggio 1961, tre settimane dopo il successo della Vostok 1.
Sin dall'inizio dell'anno 1960, l'agenzia spaziale sovietica - RKA aveva incominciato l'addestramento di 20 cosmonauti. Il 6 gennaio 1961 sei di loro vennero nominati ufficialmente e addestrati in particolare per le missioni del programma Vostok.
Infine fu Jurij Alekseevič Gagarin a essere scelto per diventare il primo essere umano a volare nello spazio. Cosmonauti di riserva per la missione Vostok 1 vennero nominati German Stepanovič Titov e Grigorij Grigorjevič Neljubov.

## Missione
Il lanciatore Vostok si levò da terra il 12 aprile 1961 alle ore 9:07 (ora di Mosca) dal cosmodromo di Baikonur. I tre stadi del lanciatore, un missile intercontinentale R-7 modificato, funzionarono alla perfezione. Solo pochi minuti dopo, la capsula spaziale aveva raggiunto la programmata traiettoria d'orbita terrestre (un'orbita ellittica) con un perigeo di 169 km e un apogeo di 315 km. L'inclinazione misurò 65 gradi. Gagarin si trovava nello spazio.
Il cosmonauta si trovava in continuo contatto via radio con il centro di controllo di volo. Il collegamento venne garantito su onda radio a frequenza VHF (143,625 MHz) come pure a onde corte, in quanto l'Unione Sovietica non disponeva di una rete di collegamento con centri di controllo stazionati in tutte le parti del mondo. Un'apposita telecamera inviò le prime immagini televisive verso il centro di controllo. Inoltre Gagarin poté comunicare con il centro di controllo mediante codici Morse.
Anche se Gagarin era un esperto pilota, il volo si svolse per la maggior parte mediante l'ausilio dell'autopilota. In caso di situazione di necessita, Gagarin avrebbe potuto intervenire direttamente per correggere la traiettoria dell'astronave.

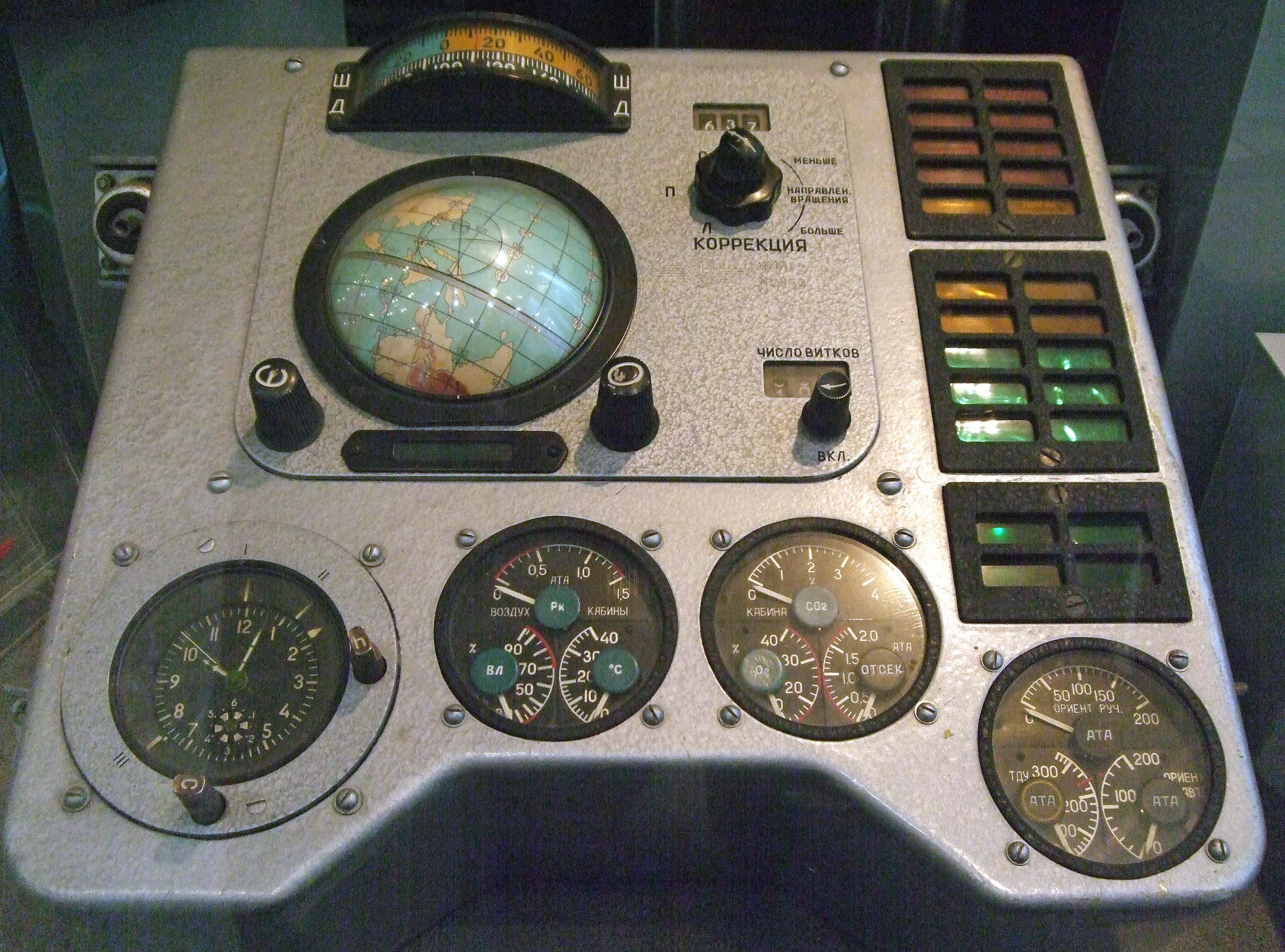
Pannello di controllo della Vostok 1

Dopo aver eseguito un'orbita terrestre completa, Gagarin accese i retrorazzi frenanti. Se ciò non fosse avvenuto nel momento corretto, Vostok 1 sarebbe rientrato in atmosfera in maniera naturale entro 10 giorni a causa della forza d'attrito presente sulla traiettoria d'orbita scelta, eventualità che non fu mai sottovalutata durante la fase di progettazione: tutte le provviste presenti a bordo, sia di alimentari come e in particolar modo le riserve d'ossigeno e di energia, erano state calcolate e inserite per garantire una sopravvivenza del cosmonauta per dieci giorni nel caso in cui il predetto inconveniente si fosse effettivamente verificato.
La capsula Vostok fu da sempre concepita per atterrare nella steppa e non in mare. Durante il rientro in atmosfera, il modulo orbitale (cioè la parte della navicella contenente la maggior parte degli strumenti e sistemi necessari per il volo e che non avrebbe dovuto ritornare a terra) non si staccò dalla capsula sferica di ritorno del cosmonauta. Ciò fece sì che la capsula cominciasse a oscillare violentemente, proprio mentre Vostok 1 si stava avvicinando agli strati superiori dell'atmosfera. Quando finalmente tutti i collegamenti si furono staccati, a causa della forza d'attrito, il posizionamento della capsula si stabilizzò e il paracadute principale della capsula poté essere aperto, frenando ulteriormente l'atterraggio della capsula. Come previsto, una volta raggiunta la quota di 7000 m, Gagarin poté dunque catapultarsi dalla stessa con l'apposito seggiolino eiettabile, atterrando appeso al suo paracadute a 26 km a sudovest della città di Engels.

## Importanza

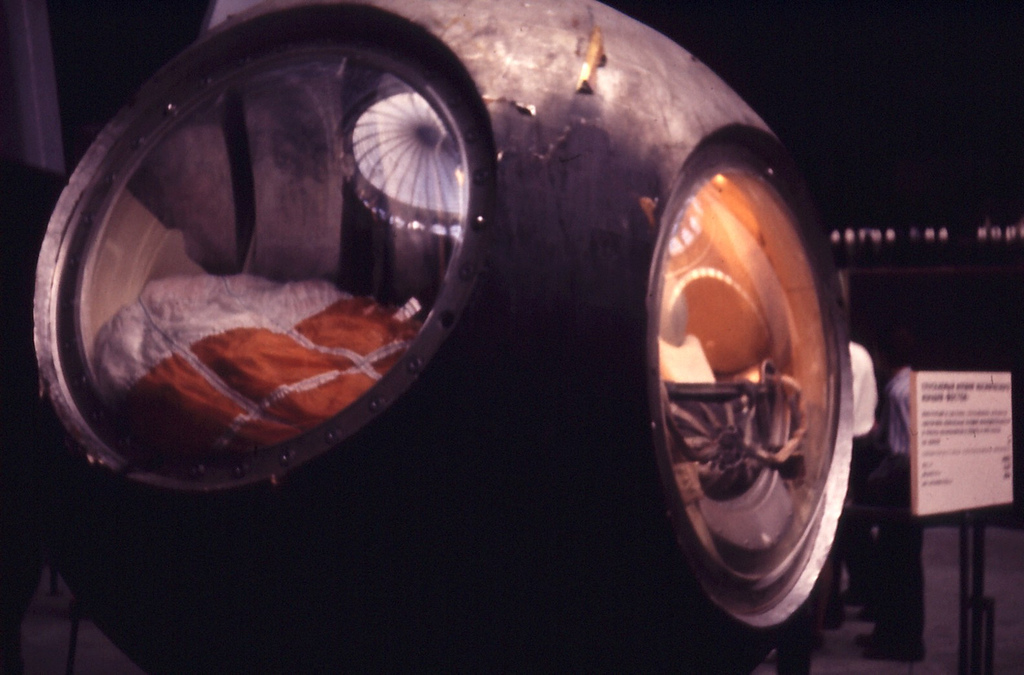
La capsula che ospitò Gagarin

Il 12 aprile 1961 marcò l'inizio di un'era totalmente nuova dell'esplorazione umana in generale. Prima di quella data, infatti, per l'uomo era ormai possibile raggiungere qualsiasi punto sulla superficie del nostro pianeta; la libertà di movimento nella "terza dimensione", invece, era ancora ristretta su pochi chilometri, sia in aria sia negli abissi degli oceani o nell'esplorazione di caverne sotterranee.
Il volo di Gagarin spalancò la porta verso un mondo totalmente nuovo: il cosmo. Anche se in fondo Vostok 1 fu un inizio relativamente modesto, il volo fu la dimostrazione fondamentale che l'uomo era in grado di viaggiare nello spazio. Gli ulteriori passi in avanti dipendevano in fondo esclusivamente dalle possibilità tecniche nonché dalle possibilità umane e scientifiche di sviluppo in questo campo.
Era la seconda volta, dopo lo shock dello Sputnik, che l'Unione Sovietica dimostrava in maniera impressionante il proprio vantaggio nel campo dell'esplorazione dello spazio nei confronti degli Stati Uniti d'America. Grazie ai programmi Vostok e Voschod, per anni sarà l'Unione Sovietica a essere la prima nazione in grado di effettuare diverse prestazioni e a marcare nuovi record in questo campo. Gli statunitensi saranno in grado di colmare tale vantaggio solo con l'avvio del programma Gemini, eseguendo il primo allunaggio, durante la missione dell'Apollo 11.
Nei successivi anni, l'Unione Sovietica celebrò ufficialmente il 12 aprile quale giornata dei cosmonauti.

## Ulteriori dati di volo
- lunghezza (senza antenna): 4,4 m
- diametro massimale: 2,43 m